# Menlo (Kansas)
Pour les articles homonymes, voir Menlo.
Menlo est un village agricole américain située dans le comté de Thomas, au Kansas. Selon le recensement de 2020, sa population est de 33 habitants.